# Blindagem eletromagnética

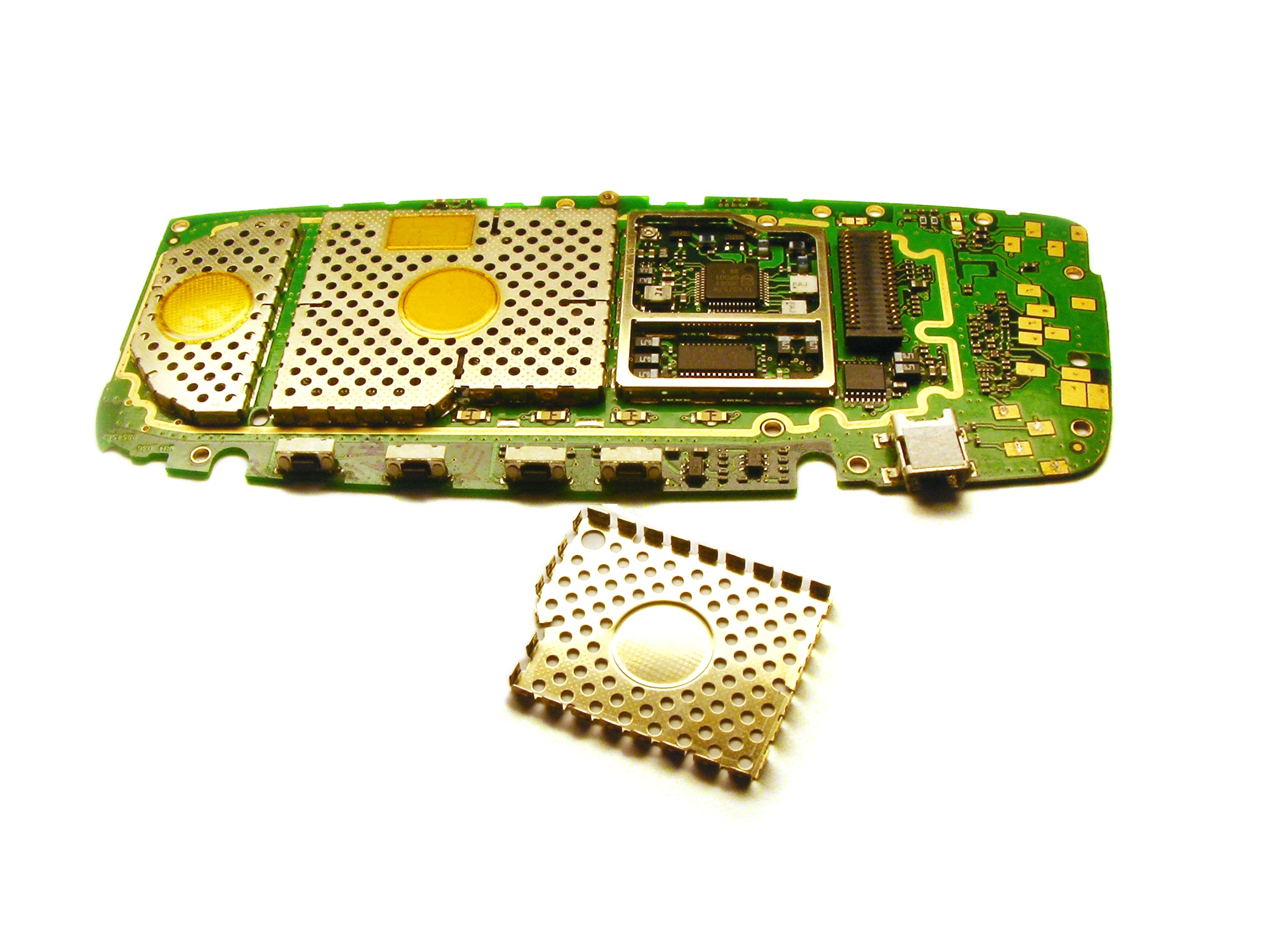
Gaiolas de blindagem eletromagnética dentro de um telefone celular desmontado

Na engenharia elétrica, blindagem eletromagnética é a prática de reduzir ou redirecionar o campo eletromagnético (EMF) em um espaço com barreiras feitas de materiais condutores ou magnéticos. É normalmente aplicado a gabinetes, para isolar dispositivos elétricos de seus arredores e a cabos para isolar fios do ambiente através do qual o cabo passa (consulte Cabo blindado). A blindagem eletromagnética que bloqueia a radiação eletromagnética de frequência de rádio (R.F.) também é conhecida como blindagem de R.F..
A blindagem de campo eletromagnético (EMF) serve para minimizar a interferência eletromagnética. A blindagem pode reduzir o acoplamento de ondas de rádio, campos eletromagnéticos e campos eletrostáticos. Um invólucro condutor usado para bloquear campos eletrostáticos também é conhecido como gaiola de Faraday. A quantidade de redução depende muito do material usado, sua espessura, o tamanho do volume blindado e a frequência dos campos de interesse e o tamanho, forma e orientação dos orifícios em uma blindagem para um campo eletromagnético incidente.

## Materiais utilizados

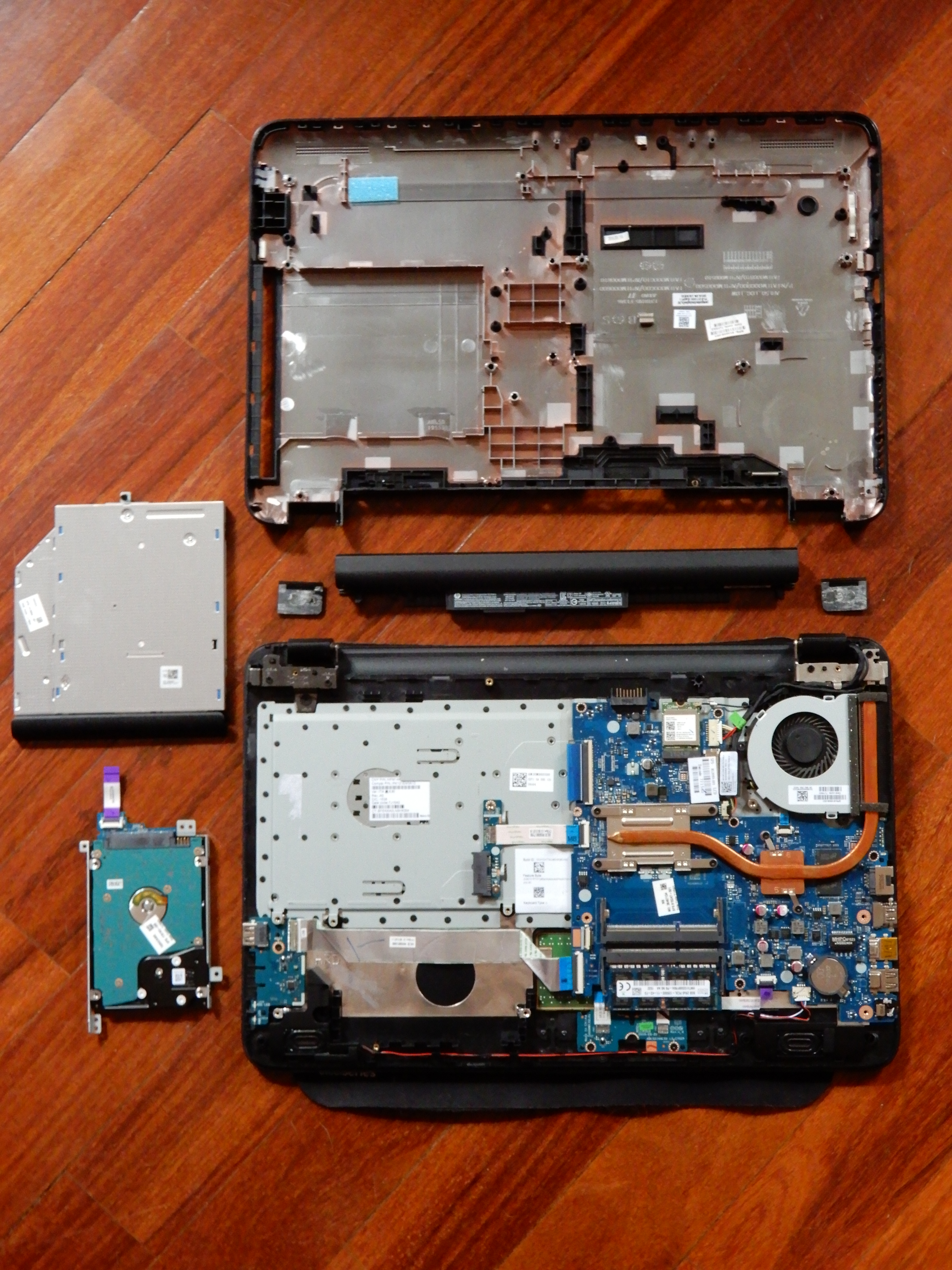
Um case para laptop com revestimento de proteção de interferência eletromagnética (EMI) de cobre visível na parte interna. Tais revestimentos são geralmente depositados usando revestimento sem eletricidadeen. É aplicado tanto em eletrodomésticos quanto em dispositivos médicos.

Materiais típicos usados para blindagem eletromagnética incluem uma fina camada de metal,folha de metal, tela de metal e espuma de metal. Folhas metálicas comuns para blindagem incluem cobre, latão, níquel, prata, aço e estanho. A eficácia da blindagem, ou seja, quão bem uma blindagem reflete ou absorve/suprime a radiação eletromagnética, é afetada pelas propriedades físicas do metal. Estes podem incluir condutividade, soldabilidade, permeabilidade, espessura e peso. As propriedades de um metal são uma consideração importante na seleção do material. Por exemplo, as ondas eletricamente dominantes são refletidas por metais altamente condutores, como cobre, prata e latão, enquanto as ondas magneticamente dominantes são absorvidas/suprimidas por um metal menos condutor, como aço ou aço inoxidável. Além disso, quaisquer orifícios na blindagem ou malha devem ser significativamente menores do que o comprimento de onda da radiação que está sendo mantida fora, ou o invólucro não se aproximará efetivamente de uma superfície condutora ininterrupta.
Outro método de blindagem comumente usado, especialmente com produtos eletrônicos alojados em invólucros de plástico, é revestir o interior do invólucro com tinta metálica ou material similar. A tinta consiste em um material de suporte carregado com um metal adequado, normalmente cobre ou níquel, na forma de partículas muito pequenas. É pulverizado sobre o invólucro e, depois de seco, produz uma camada metálica condutora contínua, que pode ser conectada eletricamente ao aterramento do chassi do equipamento, proporcionando assim uma blindagem eficaz.
A blindagem eletromagnética é o processo de diminuir o campo eletromagnético em uma área barricando-a com material condutor ou magnético. O cobre é usado para blindagem de radiofrequência (R.F.) porque absorve ondas rádio e outras ondas eletromagnéticas. Gabinetes de blindagem de frequência de rádio (R.F.) projetados e construídos adequadamente satisfazem a maioria das necessidades de blindagem de frequência de rádio (R.F.), desde salas de comutação elétrica e de computadores até instalações de tomografia computadorizada e ressonância magnética hospitalar.
A blindagem de interferência eletromagnética (EMI) é de grande interesse de pesquisa e vários novos tipos de nanocompósitos feitos de ferritas, polímeros e materiais bidimensionais (2D) estão sendo desenvolvidos para obter materiais absorventes de frequência de rádio (RF)/microondas (MAMs) mais eficientes.

## Exemplos de aplicações

Seção transversal através de um cabo coaxial mostrando a blindagem e outras camadas.

Um exemplo é um cabo blindado, que possui blindagem eletromagnética na forma de uma malha de arame envolvendo um núcleo condutor interno. A blindagem impede a fuga de qualquer sinal do núcleo condutor e também evita que sinais sejam adicionados ao núcleo condutor. Alguns cabos têm duas blindagens coaxiais separadas, uma conectada em ambas as extremidades e a outra apenas em uma extremidade, para maximizar a blindagem de campos eletromagnéticos e eletrostáticos.
A porta de um forno de micro-ondas tem uma tela embutida na janela. Do ponto de vista das micro-ondas (com comprimentos de onda de 12 cm), esta tela finaliza uma gaiola de Faraday formada pelo invólucro de metal do forno. A luz visível, com comprimentos de onda variando entre 400 nm e 700 nm, passa facilmente pelos orifícios da tela.
A blindagem de R.F. também é usada para impedir o acesso a dados armazenados em chips de identificação por radiofrequência (RFID) embutidos em vários dispositivos, como passaportes biométricos.
A O.T.A.N. especifica a blindagem eletromagnética para computadores e teclados para impedir o monitoramento passivo das emissões do teclado que permitiriam a captura de senhas; os teclados de consumo não oferecem essa proteção principalmente por causa do custo proibitivo.
A blindagem de R.F. também é usada para proteger equipamentos médicos e laboratoriais para fornecer proteção contra sinais de interferência, incluindo AM, FM, TV, serviços de emergência, despacho, pagers, "'ESMR, celular e PCS. Também pode ser usada para proteger o equipamento nas instalações de transmissão AM, FM ou TV.
Outro exemplo do uso prático da blindagem eletromagnética seriam as aplicações de defesa. À medida que a tecnologia melhora, também aumenta a suscetibilidade a vários tipos de interferência eletromagnética nefasta. A ideia de envolver um cabo dentro de uma barreira condutora aterrada pode mitigar esses riscos.

## Como isso funciona
A radiação eletromagnética consiste em campos elétricos e magnéticos acoplados. O campo elétrico produz forças nos portadores de carga (isto é, elétrons) dentro do condutor. Assim que um campo elétrico é aplicado à superfície de um condutor ideal, ele induz uma corrente que causa um deslocamento de carga dentro do condutor que cancela o campo aplicado em seu interior, ponto em que a corrente para. Veja a gaiola de Faraday para mais explicações.
Da mesma forma, campos magnéticos variáveis geram correntes parasitas/de fuga que agem para cancelar o campo magnético aplicado. (O condutor não responde a campos magnéticos estáticos, a menos que esteja se movendo em relação ao campo magnético.) O resultado é que a radiação eletromagnética é refletida da superfície do condutor: os campos internos ficam dentro e os campos externos ficam fora.
Vários fatores servem para limitar a capacidade de blindagem de blindagens de R.F. reais. Uma delas é que, devido à resistência elétrica do condutor, o campo excitado não cancela completamente o campo incidente. Além disso, a maioria dos condutores exibe uma resposta ferromagnética a campos magnéticos de baixa frequência[carece de fontes?], de modo que tais campos não são totalmente atenuados pelo condutor. Quaisquer orifícios na blindagem forçam a corrente a fluir ao redor deles, de modo que os campos que passam pelos orifícios não excitam campos eletromagnéticos opostos. Esses efeitos reduzem a capacidade de reflexão de campo da blindagem.
No caso da radiação eletromagnética de alta frequência, os ajustes mencionados acima levam um tempo não desprezível, mas qualquer energia de radiação, na medida em que não é refletida, é absorvida pela pele (a menos que seja extremamente fina) , portanto, neste caso, também não há campo eletromagnético no interior. Este é um aspecto de um fenômeno maior chamado efeito pelicular/de pele. Uma medida da profundidade em que a radiação pode penetrar na blindagem é a chamada profundidade pelicular/de pele.

## Blindagem magnética
Às vezes, o equipamento requer isolamento de campos magnéticos externos. Para campos magnéticos estáticos ou de variação lenta (abaixo de cerca de 100 kHz), a blindagem de Faraday descrita acima é ineficaz. Nesses casos, blindagens feitas de ligas metálicas de alta permeabilidade magnética podem ser usadas, como folhas de permalloy e mu-metal'" ou com revestimentos de metal ferromagnético com estrutura de grãos nanocristalinos. Esses materiais não bloqueiam o campo magnético, como na blindagem elétrica, mas atraem o campo para si mesmos, fornecendo um caminho para as linhas do campo magnético ao redor do volume blindado. A melhor forma para blindagens magnéticas é, portanto, um recipiente fechado envolvendo o volume blindado. A eficácia desse tipo de blindagem depende da permeabilidade do material, que geralmente cai tanto em intensidades de campo magnético muito baixas quanto em intensidades de campo altas onde o material fica saturado. Portanto, para obter campos residuais baixos, os escudos magnéticos geralmente consistem em vários invólucros, um dentro do outro, cada um dos quais reduz sucessivamente o campo dentro dele. Os orifícios de entrada nas superfícies de blindagem podem degradar significativamente seu desempenho.
Devido às limitações acima da blindagem passiva, uma alternativa usada com campos estáticos ou de baixa frequência é a blindagem ativa, na qual um campo criado por eletroímãs cancela o campo ambiente dentro de um volume. Solenóides e bobinas de Helmholtz são tipos de bobinas que podem ser usadas para esse fim, bem como padrões de fios mais complexos projetados usando métodos adaptados daqueles usados no design de bobinas para ressonância magnética. Blindagens ativas também podem ser projetadas levando em consideração o acoplamento eletromagnético com blindagens passivas, conhecidas como blindagens híbridas, de modo que haja blindagem de banda larga da blindagem passiva e cancelamento adicional de componentes específicos usando o sistema ativo.
Além disso, materiais supercondutores podem expelir campos magnéticos por meio do efeito Meissner.

## Modelo matemático
Suponha que temos uma casca esférica de um material diamagnético (linear e isotrópico) com permeabilidade relativa {\displaystyle \mu _{\text{r}}},, com raio interno {\displaystyle a} e raio externo {\displaystyle b}. Em seguida, colocamos esse objeto em um campo magnético constante:
{\displaystyle \mathbf {H} _{0}=H_{0}{\hat {\mathbf {z} }}=H_{0}\cos(\theta ){\hat {\mathbf {r} }}-H_{0}\sin(\theta ){\hat {\boldsymbol {\theta }}}}
Como não há correntes neste problema, exceto para possíveis correntes de ligação nos limites do material diamagnético, podemos definir um potencial escalar magnético que satisfaça a equação de Laplace:
{\displaystyle {\begin{aligned}\mathbf {H} &=-\nabla \Phi _{M}\\\nabla ^{2}\Phi _{M}&=0\end{aligned}}}
onde
{\displaystyle \mathbf {B} =\mu _{\text{r}}\mathbf {H} }
Neste problema em particular existe simetria azimutal então podemos escrever que a solução da equação de Laplace em coordenadas esféricas é:
{\displaystyle \Phi _{M}=\sum _{\ell =0}^{\infty }\left(A_{\ell }r^{\ell }+{\frac {B_{\ell }}{r^{\ell +1}}}\right)P_{\ell }(\cos \theta )}
Após igualar as condições de contorno
{\displaystyle {\begin{aligned}\left(\mathbf {H} _{2}-\mathbf {H} _{1}\right)\times {\hat {\mathbf {n} }}&=0\\\left(\mathbf {B} _{2}-\mathbf {B} _{1}\right)\cdot {\hat {\mathbf {n} }}&=0\end{aligned}}}
nos limites (onde {\displaystyle {\hat {n}}} é um vetor unitário que é normal à superfície apontando do lado 1 para o lado 2), descobrimos que o campo magnético dentro da cavidade na casca esférica é:
{\displaystyle \mathbf {H} _{\text{in}}=\eta \mathbf {H} _{0}}
onde {\displaystyle \eta } é um coeficiente de atenuação que depende da espessura do material diamagnético e da permeabilidade magnética do material:
{\displaystyle \eta ={\frac {9\mu _{\text{r}}}{\left(2\mu _{\text{r}}+1\right)\left(\mu _{\text{r}}+2\right)-2\left({\frac {a}{b}}\right)^{3}\left(\mu _{\text{r}}-1\right)^{2}}}}
Este coeficiente descreve a eficácia deste material na blindagem do campo magnético externo da cavidade que o envolve. Observe que este coeficiente vai apropriadamente para 1 (sem blindagem) no limite que {\displaystyle \mu _{\text{r}}\to 1}. No limite que {\displaystyle \mu _{\text{r}}\to \infty } este coeficiente vai para 0 (blindagem perfeita). Quando {\displaystyle \mu _{\text{r}}\gg 1}, então o coeficiente de atenuação assume a forma mais simples:
{\displaystyle \eta ={\frac {9}{2\left(1-{\frac {a^{3}}{b^{3}}}\right)\mu _{\text{r}}}}}
que mostra que o campo magnético diminui como {\displaystyle \mu _{\text{r}}^{-1}}.